# Hôtel de Beauvais
Hôtel de Beauvais je městský palác v Paříži. Nachází se v historické čtvrti Marais v ulici Rue François-Miron č. 64 ve 4. obvodu. V paláci sídlí Správní odvolací soud (Cour administrative d'appel). Budova patří městu Paříži a od roku 1966 je chráněná jako historická památka.

## Historie
V roce 1200 darovala Éloïse de Palaiseau dům v Paříži cisterciáckému opatství Chaalis dům se dvěma corps de logis, z nichž jeden se nazýval hôtellerie du Faucon. Klášter zde vybudoval své pařížské sídlo, ze kterého se dochovalo gotické sklepení z 15. století pod nádvořím dnešního paláce.
Palác později vlastnila manželka Nicolase Fouqueta, od které ho získal v roce 1654 Pierre Beauvais. Ten přikoupil ještě sousedící dům a pověřil královského architekta Antoina Le Pautra (1621-1679), aby pro jeho manželku Catherine Bellier (1614-1689), první dámu královny Anny Rakouské a milenku Ludvíka XIV. vystavěl nový palác.
Její významné postavení u královského dvora dokládá, že na stavbu baláce byly použity kameny určeny původně pro stavbu fasády Louvru.
Na balkoně tohoto paláce královna matka, kardinál Mazarin a Henri de la Tour d'Auvergne de Turenne přivítali 26. srpna 1660 příjezd Ludvíka XIV. a jeho manželky Marie Terezy do Paříže. Na tuto událost upomíná francouzský znak nad portálem.

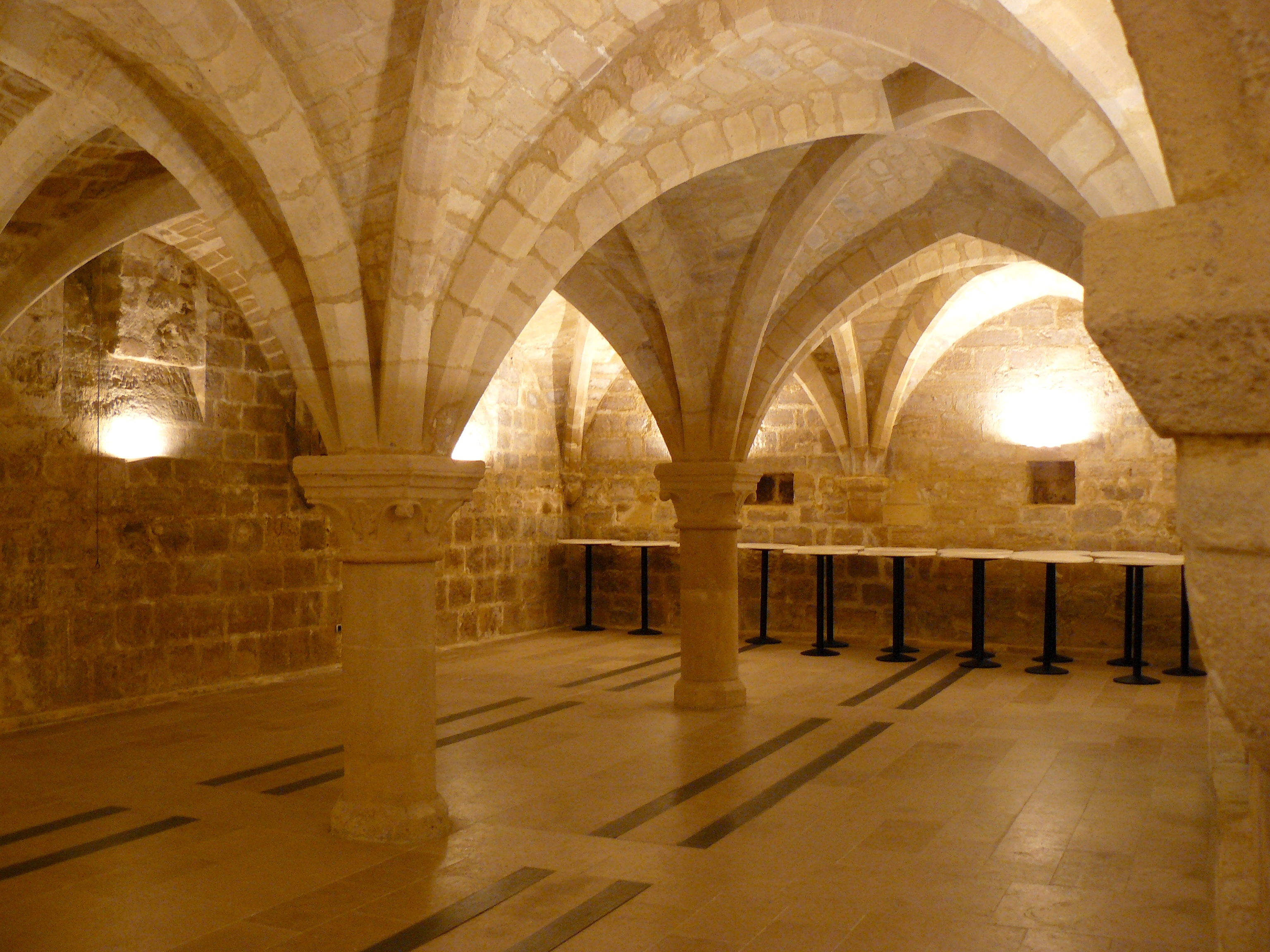
Gotické sklepení

V roce 1706 koupil palác královský rada Le Troyen Jean Orry a po něm zde bydlel jeho syn Philibert Orry (1689-1747), ministr financí a dozorce královských staveb Ludvíka XV. Po jheo smrti palác zdědil jeho synovec Louis Philibert Orry.
V roce 1763 si palác pronajal bavorský vyslanec Maximilien Emmanuel Franz van Eyck (1711-1777) a v témže roce zde 18. listopadu koncertoval poprvé sedmiletý Wolfgang Amadeus Mozart. Mozartovi bydleli v paláci do 10. dubna 1764, kdy odjeli do Londýna.
Během Velké francouzské revoluce byl palác znárodněn a přestavěn na kanceláře dostavníkové společnosti a poté pronajímán a opět přestavován během celého 19. století a na počátku 20. století.
Během své oficiální návštěvy v listopadu 1911 si palác prohlédl Petr I. Srbský.
V roce 1943 palác koupilo město Paříž za 200 000 franků od židovské rodiny Simon v rámci arizace židovského majetku. Po osvobození se sloužil pro nájemné bydlení až do přelomu let 1985/1986. Poté se jeho využití proměňovalo. Bylo zde rovněž sídlo Asociace pro záchranu historické Paříže (Association pour la sauvegarde et la mise en valeur du Paris historique).
Od roku 2004 slouží jako sídlo Správního odvolacího soudu v Paříži.
V paláci se natáčelo několik filmů, jako např. francouzské filmy Bankéřka s Romy Schneider nebo Camille Claudel s Isabelle Adjani a také americký film Nesnesitelná lehkost bytí Philipa Kaufmana.